# Bulbophyllum catillus
Bulbophyllum catillus là một loài phong lan thuộc chi Bulbophyllum.